# Pollard, Daniel, Booth 8
Pollard, Daniel, Booth 8 is een studioalbum van Brendan Pollard, Michael Daniel en Phil Booth. Het bevat elektronische muziek uit de Berlijnse School. Het album bevat vier tracks. Opnamen vonden plaats in Midge House in Sutton Bridge (26-29 juli 2018) en Moonacres in Liverpool (10 augustus 2018). Het album bevat muziek die de heren opnamen na een acht jaar durend intermezzo, waarin allen oude tracks werden uitgebracht. Bovendien werd de muziek niet live ingespeeld, maar opgebouwd. Er werd gebruik gemaakt van analoge synthesizers en de mellotron.

## Musici
- Brendan Pollard – sequencers, mellotron, effecten
- Michael Daniel – synthesizers, effecten, mellotron,  glissgitaar, gitaar
- Phil Booth – synthesizers, effecten.

## Muziek
| Nr. | Titel     | Duur  |
| --- | --------- | ----- |
| 1.  | Return    | 17:24 |
| 2.  | Cell      | 17:16 |
| 3.  | Midges    | 17:15 |
| 4.  | Clockline | 16:59 |